# Aleksander Izdebski
Aleksander Izdebski (ur. 12 lutego?/24 lutego 1898 w Żytomierzu, zm. 5 listopada 1977 w Londynie) – oficer broni pancernych Wojska Polskiego II Rzeczypospolitej  i Polskich Sił Zbrojnych, mianowany pułkownikiem przez władze II RP na uchodźstwie.

## Życiorys
Po maturze studiował na I Kursie Dońskiego Instytutu Handlowego. W 1917 r. został wcielony do Huzarów Czernigowskich. W grudniu 1917 r. wstąpił do Polskiego batalionu strzelców w Rostowie nad Donem. Od lutego 1918 r. do sierpnia 1919 r. służył w 2 szwadronie 14 pułku ułanów jazłowieckich.
W październiku 1919 r. ukończył kurs podoficerski kawalerii w Przemyślu. Od listopada 1919 r. kontynuował naukę w Szkole Podchorążych Piechoty, a następnie w Szkole Podchorążych Kawalerii. W maju 1920 r. otrzymał przydział do 5 pułku strzelców konnych na stanowisko dowódcy plutonu. Dwa tygodnie przed zawieszeniem broni został mianowany dowódcą szwadronu.
W czerwcu 1930 r. został przeniesiony z 5 pułku strzelców konnych w Tarnowie do Doświadczalnej Grupy Pancerno-Motorowej w Modlinie i wyznaczony na stanowisko dowódcy plutonu, a później szwadronu. Z dniem 1 września 1931 roku został przesunięty do 3 pułku pancernego w Modlinie, w którym objął dowództwo kompanii. W marcu 1934 r. został przeniesiony do Centrum Wyszkolenia Czołgów i Samochodów Pancernych na stanowisko dowódcy kompanii w Doświadczalnym Batalionie Pancerno-Motorowym. W okresie od października 1936 r. do września 1937 r. pełnił funkcję instruktora.
W październiku 1937 r. otrzymał przydział do 1 Grupy Pancernej. Zachorował jednak i po powrocie do służby  styczniu 1938 r. został skierowany do Referatu Ogólnego Dowództwa Broni Pancernych. W marcu 1938 r. otrzymał przydział do Referatu Motoryzacyjnego Dowództwa Broni Pancernych, a od października był jego kierownikiem. Od marca 1939 odbywał  kurs broni pancernej dla oficerów sztabowych. Na początku sierpnia został kierownikiem Referatu Organizacyjnego Dowództwa Broni Pancernych. Na tym stanowisku pozostawał w okresie kampanii wrześniowej.
We wrześniu internowany w Rumunii. Już w listopadzie znalazł się we  Francji, a  lutym 1940 r. został referentem wyszkolenia w Szefostwie Broni Pancernej Sztabu Naczelnego Wodza, a od czerwca był szefem Broni Pancernej I eszelonu II rzutu Sztabu Naczelnego Wodza. Po ewakuacji do Wielkiej Brytanii został szefem Służby Samochodowej Oddziału Zaopatrzenia Sztabu Naczelnego Wodza. Następnie pełnił obowiązki zastępcy dowódcy 4 batalionu czołgów oraz szefa sztabu Zgrupowaniu Broni Pancernej w Crawford. Od października 1940 był zastępcą dowódcy I/1 pcz (65 batalionu czołgów), a od listopada  1942 r. jego dowódcą. Po przeformowaniu batalionu został dowódcą 3 pułku pancernego. Dowodził nim do czasu rozformowania jednostki. Służył w Polskim Korpusie Przysposobienia i Rozmieszczenia. Pozostał w Anglii. Pochowany na cmentarzu Gunnesbury w Londynie.

## Awanse
Aleksander Izdebski awansowany został w latach:
- podporucznik – 1 grudnia 1920
- porucznik – kwiecień 1922
- rotmistrz – 1 stycznia 1931
- major – 1938
- podpułkownik – marzec 1944
- pułkownik – 1964

## Ordery i odznaczenia
- Krzyż Niepodległości (25 stycznia 1933)[6]
- Krzyż Walecznych
- Medal Wojska (trzykrotnie)
- Srebrny Krzyż Zasługi (10 listopada 1928)[7]
- Medal Pamiątkowy za Wojnę 1918–1921
- Medal Dziesięciolecia Odzyskanej Niepodległości
- Srebrny Medal za Długoletnią Służbę
- Brązowy Medal za Długoletnią Służbę